# Acmispon rubriflorus
Acmispon rubriflorus är en ärtväxtart som först beskrevs av Sharsm., och fick sitt nu gällande namn av Dmitry Dmitrievich Sokoloff. Acmispon rubriflorus ingår i släktet chileväpplingar, och familjen ärtväxter. Inga underarter finns listade i Catalogue of Life.